# Metropolregion Madison
| Karte | Karte                            |
| --- | -------------------------------- |
| Die Metropolregion Madison (rot) mit Erweiterung zur Madison-Janesville-Beloit Combined Statistical Area (gelb) |                                  |
| Madison Metropolitan Statistical Area - Metropolregion -                                                        |                                  |
| Fläche: | 7257 km²                         |
| Einwohner: | 680.796 (2020)                   |
| Bevölkerungsdichte:                                                                                             | 78,2 pro km²                     |
| Countys: | Dane, Columbia, Iowa             |
| Madison-Janesville-Beloit Combined Statistical Area - Combined Statistical Area -                               |                                  |
| Fläche: | 11.335 km²                       |
| Einwohner: | 910.246 (2020)                   |
| Bevölkerungsdichte:                                                                                             | 69,7 pro km²                     |
| Countys: | Dane, Columbia, Iowa, Rock, Sauk |

Die Metropolregion Madison ist eine vom United States Census Bureau definierte Metropolregion im Süden des US-amerikanischen Bundesstaates Wisconsin. Sie umfasst das Columbia, das Dane und das Iowa County. Zentrum der Region ist Wisconsins Hauptstadt Madison.
Das Gebiet wird vom Office of Management and Budget zu statistischen Zwecken als Madison, WI Metropolitan Statistical Area geführt. Um das Rock und das Sauk County wird die Region zur Madison-Janesville-Beloit Combined Statistical Area erweitert.

## Bevölkerung
Im Jahr 2020 hatte die Metropolregion 680.796 Einwohner. Alle fünf Countys der erweiterten Region hatten zusammen 910.246 Einwohner.

## Nachbarregionen
Die Metropolregion Milwaukee liegt östlich (128 km vom Zentrum Madisons zum Zentrum von Milwaukee), grenzt aber nicht direkt an. Unmittelbar südlich von dieser beginnt die Metropolregion Chicago.

## Countys
| County                                              | Einwohner (Zensus 2010) | Einwohner (Schätzung 2012) | Änderung |
| --------------------------------------------------- | ----------------------- | -------------------------- | -------- |
| Columbia County                                     | 52.468                  | 56.539                     | −0,5 %   |
| Dane County                                         | 488.073                 | 503.523                    | 3,2 %    |
| Iowa County                                         | 22.687                  | 23.807                     | 0,5 %    |
| Metropolregion Madison                              | 567.593                 | 583.869                    | 2,9 %    |
| Rock County                                         | 160.331                 | 160.418                    | 0,1 %    |
| Sauk County                                         | 61.976                  | 62.597                     | 1,0 %    |
| Madison-Janesville-Beloit Combined Statistical Area | 789.900                 | 806.884                    | 2,2 %    |

## Kommunen

### Kernstadt
- Madison

Städte mit mehr als 10.000 Einwohnern
- Fitchburg
- Middleton
- Stoughton
- Sun Prairie

Kleinere Kommunen mit dem Status City
| - Columbus - Dodgeville - Lodi - Mineral Point | - Monona - Portage - Verona - Wisconsin Dells |

Villages
| - Arena - Arlington - Avoca - Barneveld - Belleville - Black Earth - Blanchardville | - Blue Mounds - Brooklyn - Cambria - Cambridge - Cobb - Cottage Grove - Cross Plains | - Dane - Deerfield - DeForest - Doylestown - Fall River - Friesland - Highland | - Hollandale - Livingston - Maple Bluff - Marshall - Mazomanie - McFarland - Montfort | - Mount Horeb - Muscoda - Oregon - Pardeeville - Poynette - Randolph - Rewey | - Ridgeway - Rio - Rockdale - Shorewood Hills - Waunakee - Wyocena |

Census-designated places
- Edmund
- Hanover
- Lake Wisconsin
- Windsor